# Coppa di Cina 2021
La Coppa di Cina 2021 è stata la 23ª edizione della coppa nazionale cinese, iniziata ad agosto 2021 per poi concludersi il successivo gennaio 2022.
Lo Shandong Taishan era il campione in carica ed ha vinto per il secondo anno di fila la coppa.

## Formula
Il torneo si svolgerà con turni ad eliminazione diretta in gara unica. Solo per i quarti di finale e le semifinali, invece, saranno previste gare di andata e ritorno. Nel primo turno si affronteranno le formazioni militanti nella League Two. Dal terzo turno, si aggiungeranno le formazioni provenienti dalla seconda serie cinese, mentre dal quarto parteciperanno le squadre di Super League e una di Champions League (la quarta divisione cinese).

### Struttura del torneo
|                              | Squadre che entrano in questo turno                                                                                                 | Squadre qualificate dal turno precedente                                              |
| ---------------------------- | --- | ------------------------------------------------------------------------------------- |
| Primo turno (24 squadre)     | - 24 squadre di League Two - 24 squadre della League Two 2021                                                                       |                                                                                       |
| Secondo turno (12 squadre)   | | - 12 vincenti del primo turno eliminatorio                                            |
| Terzo turno (16 squadre)     | - 18 squadre di League One - 18 squadre dalla League One 2021                                                                       |                                                                                       |
| Quarto turno (32 squadre)    | - 16 squadre di Super League - 16 squadre di Super League 2021 - 1 squadra di Champions League - 1 squadra di Champions League 2021 | - 6 vincenti del secondo turno eliminatorio - 9 vincenti del terzo turno eliminatorio |
| Quinto turno (16 squadre)    | | - 16 vincenti del quarto turno eliminatorio                                           |
| Quarti di finale (8 squadre) | | - 8 vincenti del quinto turno eliminatorio                                            |
| Semifinali (4 squadre)       | | - 4 vincenti dei quarti di finale                                                     |
| Finale (2 squadre)           | | - 2 vincenti delle semifinali                                                         |

## Calendario
Il calendario è stato ufficializzato dalla Federazione calcistica della Cina il 20 luglio 2021, il sorteggio si è svolto lo stesso giorno presso la sede della CFA a Taiwan.
| Fase              | Turno            | Sorteggi          | Andata                  | Ritorno                 |
| ----------------- | ---------------- | ----------------- | ----------------------- | ----------------------- |
| Turni eliminatori | 1º turno         | 20 luglio 2021    | 31 luglio-1 agosto 2021 | 31 luglio-1 agosto 2021 |
| Turni eliminatori | 2º turno         | 20 luglio 2021    | 3-4 agosto 2021         | 3-4 agosto 2021         |
| Turni eliminatori | 3º turno         | 20 luglio 2021    | 18-20 agosto 2021       | 18-20 agosto 2021       |
| Turni eliminatori | 4º turno         | 29 settembre 2021 | 13-14 ottobre 2021      | 13-14 ottobre 2021      |
| Turni eliminatori | 5º turno         | 29 settembre 2021 | 18-19 ottobre 2021      | 18-19 ottobre 2021      |
| Fase finale       | Quarti di finale | 29 settembre 2021 | 23-24 ottobre 2021      | 28-29 ottobre 2021      |
| Fase finale       | Semifinali       | 29 settembre 2021 | 2-3 novembre 2021       | 6-7 novembre 2021       |
| Fase finale       | Finale           | 29 settembre 2021 | 9 gennaio 2022          | 9 gennaio 2022          |

## Primo turno
| Squadra 1                  | Risultato       | Squadra 2               |
| -------------------------- | --------------- | ----------------------- |
| 31 luglio 2021             |                 |                         |
| Hebei KungFu               | 1 – 1 (6-5 dtr) | Zhejiang Yiteng         |
| Xi'an Wolves               | 4 – 1           | Shanxi Longjin          |
| Qingdao Hainiu             | 1 – 3           | Shaanxi Warriors Beyond |
| Kunming Zheng He Shipman   | 5 – 2           | Dongguan United         |
| Hunan Xiangtao             | 0 – 4           | Sichuan Minzu           |
| Yanbian Longding           | 1 – 3           | Shanghai J.B.           |
| 1º agosto 2021             |                 |                         |
| Inner Mongolia Caoshangfei | 1 – 1 (2-3 dtr) | Guangxi Pingguo Haliao  |
| Hubei Istar                | 2 – 4           | Dandong Tengyue         |
| Cina U-20                  | 6 – 0           | Hebei Zhuoao            |
| Yichun Grand Tiger         | 1 – 4           | Wuxi Wugou              |
| Qingdao Qingchundao        | 1 – 0           | Quanzhou Yassin         |
| Xiamen Egret Island        | 3 – 0           | Qingdao Red Lions       |

## Secondo turno
| Squadra 1               | Risultato       | Squadra 2                |
| ----------------------- | --------------- | ------------------------ |
| 3 agosto 2021           |                 |                          |
| Hebei KungFu            | 2 – 5           | Xi'an Wolves             |
| Shaanxi Warriors Beyond | 4 – 1           | Kunming Zheng He Shipman |
| Sichuan Minzu           | 2 – 0           | Shanghai J.B.            |
| 4 agosto 2021           |                 |                          |
| Guangxi Pingguo Haliao  | 1 – 1 (2-4 dtr) | Dandong Tengyue          |
| Cina U-20               | 2 – 0           | Wuxi Wugou               |
| Qingdao Qingchundao     | 3 – 0           | Xiamen Egret Island      |

## Terzo turno
| Squadra 1                | Risultato       | Squadra 2         |
| ------------------------ | --------------- | ----------------- |
| 18 agosto 2021           |                 |                   |
| Zhejiang Zhiye           | 0 – 0 (3-1 dtr) | Beijing Ligong    |
| 19 agosto 2021           |                 |                   |
| Nantong Zhiyun           | 3 – 0           | Dingnan Ganlian   |
| Meizhou Kejia            | 0 – 1           | Beijing BSU       |
| Suzhou Dongwu            | 0 – 1           | Chengdu Rongcheng |
| Jiangxi Beidamen         | 0 – 2           | Wuhan San Zhen    |
| 20 agosto 2021           |                 |                   |
| Xinjiang Tianshan Xuebao | 1 – 4           | Zibo Cuju         |
| Kunshan                  | 4 – 1           | Shenyang Urban    |
| Shaanxi Chang'an         | 1 – 0           | Guizhou Hengfeng  |
| Shenzhen Xin Pengcheng   | 2 – 1           | Nanjing Chengshi  |

## Quarto turno
| Squadra 1            | Risultato       | Squadra 2               |
| -------------------- | --------------- | ----------------------- |
| 13 ottobre 2021      |                 |                         |
| Shenzhen             | 7 – 0           | Shaanxi Warriors Beyond |
| Guangzhou            | 0 – 1           | Qingdao Qingchundao     |
| Tianjin Jinmen Hu    | 3 – 0           | Beijing BSU             |
| Chongqing Liangjiang | 2 – 0           | Wuhan San Zhen          |
| Changchun Yatai      | 4 – 0           | Zhejiang Zhiye          |
| Shandong Taishan     | 1 – 0           | Nantong Zhiyun          |
| Meixian Qiuxiang     | 1 – 5           | Henan S.L.              |
| Dalian Pro           | 2 – 1           | Cina U-20               |
| 14 ottobre 2021      |                 |                         |
| Cangzhou Xiongshi    | 5 – 1           | Zibo Cuju               |
| Wuhan                | 7 – 0           | Dandong Tengyue         |
| Hebei FC             | 0 – 1           | Shaanxi Chang'an        |
| Guangzhou Cheng      | 1 – 1 (4-5 dtr) | Chengdu Rongcheng       |
| Shanghai Shenhua     | 3 – 0           | Sichuan Minzu           |
| Qingdao              | 3 – 2           | Kunshan                 |
| Beijing Guoan        | 1 – 1 (2-3 dtr) | Shenzhen Xin Pengcheng  |
| Shanghai Haigang     | 1 – 0           | Xi'an Wolves            |

## Quinto turno
| Squadra 1         | Risultato | Squadra 2              |
| ----------------- | --------- | ---------------------- |
| 18 ottobre 2021   |           |                        |
| Changchun Yatai   | 0 – 2     | Shanghai Shenhua       |
| Dalian Pro        | 2 – 0     | Tianjin Jinmen Hu      |
| Shandong Taishan  | 3 – 0     | Qingdao Qingchundao    |
| Henan S.L.        | 2 – 0     | Chongqing Liangjiang   |
| 19 ottobre 2021   |           |                        |
| Wuhan             | 4 – 0     | Qingdao                |
| Cangzhou Xiongshi | 1 – 3     | Shenzhen               |
| Shaanxi Chang'an  | 1 – 2     | Shanghai Haigang       |
| Chengdu Rongcheng | 1 – 2     | Shenzhen Xin Pengcheng |

## Quarti di finale
| Squadra 1        | Totale          | Squadra 2              | Andata | Ritorno |
| ---------------- | --------------- | ---------------------- | ------ | ------- |
| Shandong Taishan | 3 – 0           | Wuhan                  | 2 – 0  | 1 – 0   |
| Henan S.L.       | 1 – 1 (6-5 dtr) | Shenzhen Xin Pengcheng | 1 – 1  | 0 – 0   |
| Shanghai Shenhua | 1 – 0           | Shenzhen               | 1 – 0  | 0 – 0   |
| Dalian Pro       | 0 – 3           | Shanghai Haigang       | 0 – 3  | 0 – 0   |

## Semifinali
| Squadra 1        | Totale | Squadra 2        | Andata | Ritorno |
| ---------------- | ------ | ---------------- | ------ | ------- |
| Shandong Taishan | 5 – 2  | Henan S.L.       | 1 – 0  | 4 – 2   |
| Shanghai Shenhua | 2 – 6  | Shanghai Haigang | 1 – 5  | 1 – 1   |

## Finale
| Arbitro: | Wang Zhe |

|            |           |  |
| Jadson 82’ | Marcatori |  |

| Shandong Taishan | Shanghai Port |

|                 |    |                   |     |     |
|                 |    |                   |     |     |
| P               | 14 | Wang Dalei        |     |     |
| D               | 4  | Jadson            |     |     |
| D               | 27 | Shi Ke            |     |     |
| D               | 5  | Zheng Zheng       |     |     |
| D               | 37 | Ji Xiang          |     |     |
| D               | 11 | Liu Yang          |     | 63’ |
| C               | 25 | Marouane Fellaini |     |     |
| C               | 28 | Son Jun-ho        | 38’ |     |
| C               | 8  | Xu Xin            |     | 63’ |
| C               | 10 | Moisés            |     |     |
| A               | 7  | Guo Tianyu        |     | 88’ |
| A disposizione: |    |                   |     |     |
| P               | 1  | Li Guanxi         |     |     |
| P               | 18 | Han Rongze        |     |     |
| D               | 6  | Wang Tong         |     |     |
| D               | 15 | Qi Tianyu         |     | 63’ |
| D               | 20 | Chen Zechao       |     |     |
| D               | 31 | Zhao Jianfei      |     |     |
| D               | 35 | Dai Lin           |     |     |
| D               | 39 | Song Long         |     |     |
| C               | 19 | Pedro Delgado     |     |     |
| C               | 21 | Liu Binbin        |     |     |
| C               | 33 | Jin Jingdao       |     | 63’ |
| C               | 36 | Duan Liuyu        |     | 88’ |
| Allenatore:     |    |                   |     |     |
| Hao Wei         |    |                   |     |     |

|                 |    |                          |  |     |  |  |
|                 |    |                          |  |     |  |  |
| P               | 1  | Yan Junling              |  |     |  |  |
| D               | 28 | He Guan                  |  | 90’ |  |  |
| D               | 4  | Wang Shenchao            |  |     |  |  |
| D               | 21 | Yu Hai                   |  | 26’ |  |  |
| D               | 15 | Li Shenyuan              |  |     |  |  |
| D               | 11 | Lü Wenjun                |  |     |  |  |
| C               | 19 | Aaron Mooy               |  |     |  |  |
| C               | 8  | Oscar                    |  |     |  |  |
| C               | 16 | Zhang Huachen            |  | 69’ |  |  |
| C               | 25 | Murehemaitijiang Mozhapa |  | 69’ |  |  |
| A               | 39 | Hu Jinghang              |  |     |  |  |
| A disposizione: |    |                          |  |     |  |  |
| P               | 12 | Chen Wei                 |  |     |  |  |
| P               | 22 | Du Jia                   |  |     |  |  |
| D               | 2  | Li Ang                   |  | 26’ |  |  |
| D               | 23 | Fu Huan                  |  |     |  |  |
| D               | 27 | Zhang Wei                |  |     |  |  |
| C               | 6  | Cai Huikang              |  |     |  |  |
| C               | 18 | Zhang Yi                 |  |     |  |  |
| C               | 20 | Yang Shiyuan             |  | 69’ |  |  |
| C               | 26 | Chen Chunxin             |  |     |  |  |
| C               | 36 | Ablahan Haliq            |  |     |  |  |
| A               | 14 | Li Shenglong             |  | 90’ |  |  |
| A               | 33 | Liu Zhurun               |  | 69’ |  |  |
| Allenatore:     |    |                          |  |     |  |  |
| Ivan Leko       |    |                          |  |     |  |  |

## Tabellone (fase finale)
|  | Quarti di finale       | Quarti di finale       | Quarti di finale | Quarti di finale | Quarti di finale |  |  | Semifinali       | Semifinali       | Semifinali       | Semifinali       | Semifinali |  |  | Finale           | Finale           | Finale |  |
|  |                        |                        |                  |                  |                  |  |  |                  |                  |                  |                  |            |  |  |                  |                  |        |  |
|  | Shandong Taishan       | Shandong Taishan       | 2                | 1                | 3                |  |  |                  |                  |                  |                  |            |  |  |                  |                  |        |  |
|  | Wuhan                  | Wuhan                  | 0                | 0                | 0                |  |  | Shandong Taishan | Shandong Taishan | 1                | 4                | 5          |  |  |                  |                  |        |  |
|  | Henan S.L. (dtr)       | Henan S.L. (dtr)       | 1                | 0                | 1 (6)            |  |  | Henan S.L.       | Henan S.L.       | 0                | 2                | 2          |  |  |                  |                  |        |  |
|  | Shenzhen Xin Pengcheng | Shenzhen Xin Pengcheng | 1                | 0                | 1 (5)            |  |  |                  |                  |                  |                  |            |  |  | Shandong Taishan | Shandong Taishan | 1      |  |
|  | Shanghai Shenhua       | Shanghai Shenhua       | 1                | 0                | 1                |  |  |                  |                  | Shanghai Haigang | Shanghai Haigang | 0          |  |  |                  |                  |        |  |
|  | Shenzhen               | Shenzhen               | 0                | 0                | 0                |  |  | Shanghai Shenhua | Shanghai Shenhua | 1                | 1                | 2          |  |  |                  |                  |        |  |
|  | Dalian Pro             | Dalian Pro             | 0                | 0                | 0                |  |  | Shanghai Haigang | Shanghai Haigang | 5                | 1                | 6          |  |  |                  |                  |        |  |
|  | Shanghai Haigang       | Shanghai Haigang       | 3                | 0                | 3                |  |  |                  |                  |                  |                  |            |  |  |                  |                  |        |  |